# Utauyo!!MIRACLE
《Utauyo!!MIRACLE》(うたうよ!!ミラクル 우타우요!! 미라쿠루[*], 노래하자!! Miracle)은 ‘방과 후 티타임’의 싱글 앨범이다. 2010년 8월 4일 포니 캐니언에서 발매되었다.

## 개요
- TBS 계열 TV 애니메이션 《케이온!!》의 2번째 오프닝 테마. 엔딩 테마인 《NO,Thank You!》과 같은 날에 발매되었다.
- 방과후 티타임이란 《케이온!》 시리즈에 등장하는 히라사와 유이·아키야마 미오·타이나카 리츠·코토부키 츠무기·나카노 아즈사의 밴드 유닛. 노래는 각 캐릭터의 성우인 토요사키 아키, 히카사 요코, 사토 사토미, 코토부키 미나코, 타케타츠 아야나.
- 〈Utauyo!!MIRACLE〉에선 토요사키 아키(히라사와 유이 역)가 메인 보컬, 다른 4명이 코러스를 담당하였다.

## 수록곡
1. Utauyo!!MIRACLE (3:59)
작사 : 오오모리 쇼우코, 작·편곡 : Tom-H@ck
TV애니메이션 《케이온!!》 2번째 오프닝 테마
2. 반짝반짝 Days (3:36)
작사 : 오오모리 쇼우코, 작곡 : 타무라 신지, 편곡 : 코모리 시게오
3. Utauyo!!MIRACLE (instrumental)
4. 반짝반짝 Days (instrumental)

## 같이 보기
- 케이온!!
- NO,Thank You!